# 攝影星等
攝影星等是以傳統的乾版或底片拍攝得到的星等。
在光度計出現之前，要精確的測量天體的亮度，是用照相機來制定它的視星等。這些影像，使用正色的攝影膠片或乾版，在藍色端的視頻譜比人眼或現代的光度計敏銳。結果是，藍色星的攝影星等會有比現在視星等低的星等（也就是較亮），因為它們在相片上的亮度比現代的光度計明亮。相反的，紅色的星有著比視星等較高的攝影星等（也就是較暗淡），因為它們顯得比較暗淡。例如，紅色的超新星人馬座KW的攝影星等介於11.0〜13.2，但是視星等在8.5〜11.0。也常見在星圖上列出藍色星等（B），像是劍魚座S和天箭座WZ。
視攝影星等的符號是mpg，絕對攝影星等的符號是Mpg。
攝影星等現在被認為是過時的as of when, 2000 maybe? Expand this to show movement to photometric or other magnitude scales?。

## 註解
1. ↑  Norton, Arthur P. . 1973: 29. ISBN 0-85248-900-5. apparent photographic magnitude